# Jón Baldvin Hannibalsson
Jón Baldvin Hannibalsson (Ísafjörður, 21 febbraio 1939) è un politico islandese.
Figlio di Hannibal Valdimarsson. È sposato con Bryndís Schram, ex miss Islanda e sorella del deputato Ellert B. Schram, con la quale ha avuto i seguenti figli: Aldís (1959), Glúmur (1966), Snæfríður (1968), Kolfinna (1970).
Dopo aver ottenuto un Master degree (MA) in economia dall'Università di Edimburgo nel 1963, studia all'Università di Stoccolma tra 1963 e 1964. Dopo un diploma di pedagogia dall'Università d'Islanda nel 1965, va alla Harvard University per studiare al Center for European Studies, dove trascorre il periodo 1976-1977.
Insegnante di scuola media tra 1964 e 1970, direttore del periodico Frjáls Þjóð negli anni 1964-1967, direttore del giornale Alþýðublaðið negli anni 1979-1982, entra nel parlamento islandese (Althing) nel 1982 (vi rimarrà fino al 1998). Segretario del Partito socialdemocratico tra 1984 e 1996, fu Ministro delle Finanze nel 1987-1988 e ministro degli esteri tra 1988 e 1995. Più tardi divenne ambasciatore negli Stati Uniti, in Finlandia, Estonia, Lettonia e Lituania.  
Tra i più convinti sostenitori della necessità di far entrare il suo paese nell'Unione europea, fu tra i maggiori artefici dell'ingresso dell'Islanda nello Spazio economico europeo.
A lui va anche il primato di aver fatto dell'Islanda la prima nazione nel 1991 a riconoscere l'indipendenza di Estonia, Lettonia, Lituania e Croazia.
In riconoscenza a questo primato, la piazza davanti al ministero degli esteri estone è intitolata all'Islanda, mentre nella capitale lituana un monumento fatto con il pietrisco delle barricate antisovietiche porta la scritta All'Islanda, che osò quando gli altri stavano in silenzio.
Nel 1995, Hannibalsson è stato nominato cittadino onorario di Vilnius, insieme a Ronald Reagan.